# Guiana nos Jogos Olímpicos de Verão de 2008
A Guiana competiu nos Jogos Olímpicos de Verão de 2008, em Pequim, na China. Em 28 de junho de 2008, quatro altetas do país haviam se classificado para os jogos.

## Desempenho

### Atletismo
Masculino
| Atleta      | Evento     | Preliminar | Preliminar | Quartas     | Quartas     | Semifinal   | Semifinal   | Final       | Final       |
| Atleta      | Evento     | Marca      | Posição    | Marca       | Posição     | Marca       | Posição     | Marca       | Posição     |
| ----------- | ---------- | ---------- | ---------- | ----------- | ----------- | ----------- | ----------- | ----------- | ----------- |
| Adam Harris | 200 metros | 21s36      | 50º        | Não avançou | Não avançou | Não avançou | Não avançou | Não avançou | Não avançou |

Feminino
| Atleta         | Evento     | Preliminares | Preliminares | Semifinal   | Semifinal   | Final       | Final       |
| Atleta         | Evento     | Marca        | Posição      | Marca       | Posição     | Marca       | Posição     |
| -------------- | ---------- | ------------ | ------------ | ----------- | ----------- | ----------- | ----------- |
| Aliann Pompey  | 400 metros | 50s99        | 6º           | 50s93 (NR)  | 11º         | Não avançou | Não avançou |
| Marian Burnett | 800 metros | 2m02s02      | 23º          | Não avançou | Não avançou | Não avançou | Não avançou |

### Natação
Masculino
| Atleta(s)     | Evento    | Eliminatórias | Eliminatórias | Semifinal   | Semifinal   | Final       | Final       |
| Atleta(s)     | Evento    | Tempo         | Posição       | Tempo       | Posição     | Tempo       | Posição     |
| ------------- | --------- | ------------- | ------------- | ----------- | ----------- | ----------- | ----------- |
| Niall Roberts | 50m livre | 25s13         | 69º           | Não avançou | Não avançou | Não avançou | Não avançou |